# Vectrex
| Vectrex                                                                                   |
| Vectrex · Logo                                                                            |
| Verkaufsstart und Neupreis                                                                |
| Ende 1982 für ca. 200 USD Herbst 1983 für ca. 125 £ Herbst 1983 für ca. 450 DM            |
| Einstellung der Produktion                                                                |
| Januar 1984                                                                               |
| Hauptprozessor                                                                            |
| Motorola 68A09 @ 1,6 MHz                                                                  |
| Arbeitsspeicher ab Werk                                                                   |
| 1 KB SRAM                                                                                 |
| Grafikausgabe                                                                             |
| vektorbasiert, schwarz-weiß, Ausgabe über eingebauten Monitor                             |
| Tonausgabe                                                                                |
| AY-3-8912 mit drei programmierbaren Tongeneratoren, Ausgabe über eingebauten Lautsprecher |

Das Vectrex ist eine Spielkonsole des US-amerikanischen Unternehmens General Consumer Electronics (GCE), das ab Sommer 1982 zum Spielzeughersteller Milton Bradley gehörte. Das Gerät basiert auf dem Mikroprozessor Motorola 6809 und setzt sich von anderen zeitgenössischen Spielkonsolen durch seinen eingebauten Vektorbildschirm ab. Die Konsole kam Ende 1982 zunächst nur in ausgewählten Städten der Vereinigten Staaten in den Handel, Anfang 1983 dann dort landesweit. Der Verkauf in Europa begann im Herbst desselben Jahres. Den Vertrieb in der Bundesrepublik Deutschland übernahm die Niederlassung von Milton Bradley in Fürth.
Wegen des Niedergangs der nordamerikanischen Videospieleindustrie im Jahr 1983 waren auch für Milton Bradley die finanziellen Verluste sehr groß. Spätestens im Januar 1984 stellte deshalb das Unternehmen die Produktion des Geräts ein und zog sich vollständig aus dem Spielkonsolengeschäft zurück. Auch wenn das Vectrex ein wirtschaftlicher Misserfolg war, gilt es wegen zahlreicher technischer und gestalterischer Innovationen dennoch als wegweisend in der Videospielgeschichte.

## Geschichte
Ende der 1970er Jahre erlebte die noch junge Videospielebranche in den USA einen großen Aufschwung. Vor allem Arcade-Automaten, die auf öffentlichen Plätzen und in Spielhallen aufgestellt waren, erfreuten sich großer Beliebtheit. Zahlreiche populäre Arcadetitel erschienen deshalb auch als Umsetzungen für die damals noch relativ neuen programmierbaren Spielkonsolen und Computer aus dem Heimbereich. Deren vergleichsweise geringe Leistungsfähigkeit war jedoch unweigerlich mit Vereinfachungen der Spiele verbunden. Besonders problematisch gestaltete sich die Portierung von Automatenspielen mit sogenanntem Vektormonitor, wozu beispielsweise der Erfolgstitel Asteroids von Atari gehörte. Für automatennahe Heimversionen solcher Spiele planten deshalb Jay Smith und Gerry Karr eine neuartige Spielkonsole. Anders als zeitgenössische Systeme, die an das heimische Fernsehgerät angeschlossen wurden, war sie zum Gebrauch mit einem Vektormonitor gedacht. Weil solche Anzeigen außer in Arcade-Automaten und Messgeräten wenig verbreitet waren, sahen die Entwickler für ihr Gerät einen integrierten Vektormonitor vor.

### Entwicklung
Einen ersten Entwurf der Konsole noch mit der Bezeichnung Mini-Arcade stellten Smith und Karr, auf der Suche nach einem Investor, Ende 1980 dem US-amerikanischen Spielzeughersteller Kenner vor. Nach dessen Absage gelang es schließlich Mitte 1981, das Unternehmen General Consumer Electronics (GCE) für das Projekt zu gewinnen. Auf Betreiben von GCE nahmen die Entwickler einige Änderungen an der Konsole vor: Die Bildröhre wurde von 5 auf 9 Zoll vergrößert und aus vermarktungstechnischen Gründen nun hochkant stehend verbaut. Die technisch einfach zu handhabende schwarzweiße Bildausgabe behielt man dagegen bei. Um später dennoch mit Spielen in Farbe werben zu können, griff GCE auf kolorierte Überlegefolien für den Bildschirm zurück, wie sie auch schon Hersteller von älteren Arcade-Automaten verwendet hatten.
Zur Steuerung des Geräts setzten die Entwickler auf eine damals übliche 8-Bit-Mikroprozessorarchitektur. Ihre Wahl fiel auf den vergleichsweise leistungsfähigen Motorola 6809 und weitere spezielle elektronische Beschaltungsbausteine. Die Unterbringung dieser empfindlichen digitalen Schaltkreise direkt neben der störstrahlungsreichen Bildröhre sollte sich jedoch als sehr schwierig erweisen. Erst spezielle Abschirmungen konnten Abhilfe schaffen. Weil das Gehäuse der Konsole durch die zahlreichen Einzelkomponenten ohnehin groß ausfiel, war auch die Integration eines herausnehmbaren Bedienpults möglich. Zudem stand viel Platz im Bedienpult selbst zur Verfügung. Das erlaubte den Konstrukteuren den Einbau von zusätzlichen Funktionstasten und vor allem eines analog arbeitenden Joysticks, dessen Technik mehr Raum als die der sonst üblichen digitalen Modelle einnahm, der aber auch mehr Steuerungsmöglichkeiten bot. Die von den Ingenieuren gewählte Anordnung des Joysticks auf der linken Seite des Controllers hat sich seitdem als Standard etabliert.
Parallel zur Hardwareentwicklung wurde die Firmware, die Software zur Koordination der systeminternen Abläufe erstellt. Darauf aufbauend begannen nur wenig später auch die Arbeiten an dem Spiel Mine Storm. Diese Umsetzung von Asteroids sollte zusammen mit dem Gerät ausgeliefert werden und so als zusätzlicher Kaufanreiz dienen. Eigens eingestellte Entwickler programmierten etwa zur selben Zeit weitere, optional erhältliche Spiele. Wie bei anderen Konsolen auch, plante GCE diese als robuste und leicht auswechselbare Steckmodule in den Handel zu bringen. Noch während der Entwicklung erhielt die Spielkonsole ihren neuen Namen Vectrex. Diese Bezeichnung hob die Vektorgrafik, das Alleinstellungsmerkmal im Heimvideospielmarkt, besonders hervor. GCE versprach sich davon eine größere Werbewirksamkeit.

### Vermarktung

Der Öffentlichkeit vorgestellt wurde die Konsole Anfang Juni 1982 auf der Summer Consumer Electronics Show (CES) in Chicago. Die Messeveranstalter bewerteten das Gerät als „besonders innovatives Produkt“ und präsentierten es daher in der prestigeträchtigen Design und Engineering Exhibition, einer Bestenschau innerhalb der CES. Die Konsole zog möglicherweise schon zu diesem Zeitpunkt das Interesse von Milton Bradley auf sich. Der US-amerikanische Spielzeughersteller, der bereits das von Smith entwickelte Handheld Microvision vermarktete, übernahm GCE dann im August 1982. Das weltweite Vertriebsnetz des Spielzeugherstellers eröffnete der Vectrex-Konsole völlig neue wirtschaftliche Perspektiven. Die Herstellung der Konsole hatte zuvor eine Fabrik in Hongkong übernommen.

#### Markteinführung und Werbekampagne
Die Auslieferung der Geräte begann im August 1982. Allerdings blieb der laut Smith im November gestartete Verkauf für das Jahr 1982 auf acht größere Städte in den Vereinigten Staaten beschränkt. Der Preis für die Konsole lag während dieser Testvermarktungsphase zwischen 199 und 229 US-Dollar, was heute etwa 650 bis 750 Euro entspricht. Die zwölf verschiedenen Spiele kosteten jeweils etwa 30 US-Dollar. In der  Produktwerbung pries der Hersteller seines selbstbetitelten „revolutionären Durchbruchs“ vor allem die Vorteile des eingebauten Bildschirms an („Ohne Fernseher spielbar“). Daneben hob GCE die Nähe zu den Arcade-Automaten hervor („Nur Vectrex bietet echte Herausforderungen mit umwerfend realistischer Arcade-Grafik und Sound.“). Selbst Besitzer von Ataris Erfolgsmodell VCS 2600 und Mattels Intellivision hätten zugegeben, dass mit Vectrex-Spielen das bessere Arcade-Gefühl aufkomme. Dazu passend warb GCE mit den „rasanten“ Umsetzungen populärer Arcade-Titel wie beispielsweise Berzerk und Scramble. Obwohl der von Milton Bradley für die Konsole angestrebte Jahresumsatz für 1982 etwa 20 Millionen US-Dollar betrug, ging das Unternehmen wegen der hohen Entwicklungs- und Werbekosten Ende des Jahres von einem Verlustgeschäft aus.
Anfang 1983 war die Konsole in den gesamten Vereinigten Staaten erhältlich. Der Hersteller kündigte zudem neue Spiele an. Damit einher ging ein höheres Werbebudget, das auch Fernsehwerbung ermöglichte, auf die 1982 noch gänzlich verzichtet worden war. Für diese Werbespots hatte Milton Bradley unter anderem den bekannten Autorennfahrer Jackie Stewart als Markenbotschafter gewinnen können. Ebenfalls zur Unterstützung der Vectrex-Verkäufe erschienen 1983 Hardware-Erweiterungen für die Konsole, darunter eine 3D-Brille. Dieser 3-D Imager war in Zusammenarbeit mit dem Unternehmen Datascan entstanden und auf der Summer CES 1983 im Juni vorgestellt worden. Wegen der zunehmenden Marktsättigung im Videospielbereich hatte der Hersteller den Verkaufspreis des Vectrex im Laufe des Jahres 1983 drastisch senken müssen, spätestens im Juni auf unter 100 US-Dollar. Dennoch erwartete Milton Bradley im September 1983 für seine Spielkonsole einen Jahresumsatz von etwa 100 Millionen US-Dollar.

#### Weltweiter Verkauf

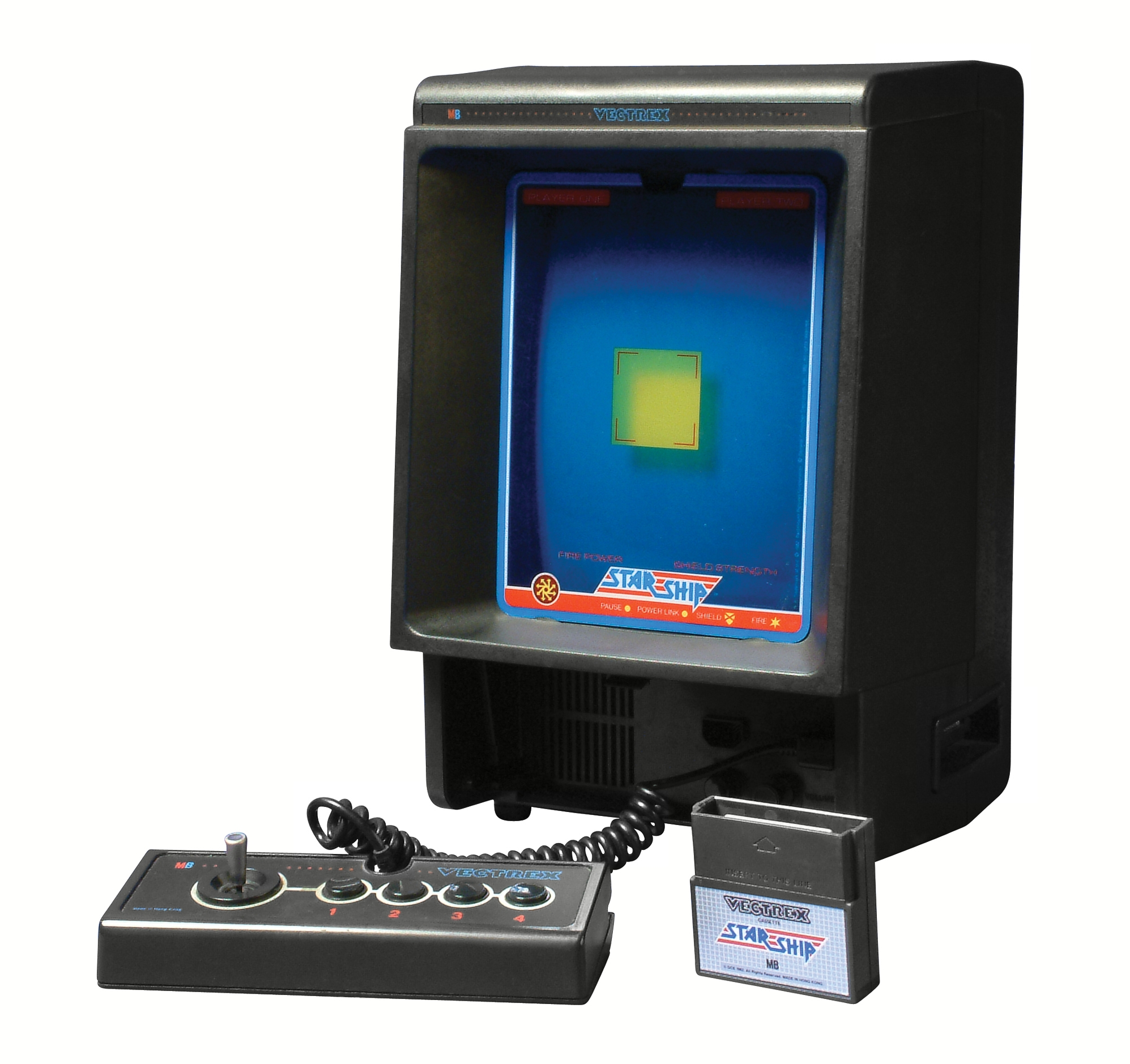
Europäische Version des Vectrex mit Spielmodul Star Ship und dazugehöriger Bildschirmfolie

In der Bundesrepublik Deutschland wurde das Vectrex erstmals auf der Nürnberger Spielwarenmesse Anfang 1983 vorgestellt. Eine weitere Präsentation folgte auf der Kölner US Computer Show, die Ende Juni stattfand. Im Herbst 1983 war das Gerät dann für etwa 450 DM erhältlich, was heutzutage rund 510 Euro entspricht. Die „Spielecassetten“ kosteten jeweils 120 DM. Die deutsche Niederlassung von Milton Bradley in Fürth bewarb ihr Gerät als kompakt und benutzerfreundlich: Die Konsole sei „das erste komplette Videospiel-System“, mit dem man spielen könne, „wann und wo man Lust dazu hat!“ Niemand brauche mehr zu warten, bis der Fernseher „frei wird“. Man habe auch nicht jedes Mal „Antennenkabel raus- und Verbindungskabel reinzustecken“. Vielmehr gelte: „Nur [Netz]Stecker rein und ran ans Spiel.“ Neben der Bundesrepublik Deutschland war die Konsole auch in anderen europäischen Ländern und in Japan erhältlich. In Großbritannien, einem weiteren umsatzstarken Videospielmarkt, begann der Verkauf ebenfalls im Herbst 1983. Der Einführungspreis des Vectrex lag dort bei rund 125 Pfund Sterling.

#### Produktionseinstellung und Abverkäufe
Der weitestgehende Zusammenbruch des Videospielmarktes in den Vereinigten Staaten, der Video Game Crash, hatte im Jahr 1983 auch bei Milton Bradley zu Verlusten in Millionenhöhe geführt. Das Unternehmen verkündete deshalb Ende Januar 1984 seinen Rückzug aus der Videospielebranche. Die Herstellung, Produktpflege und der Vertrieb des Vectrex-Systems wurden umgehend eingestellt. Sämtliche noch verbliebene Bestände an Konsolen, Zubehör und Spielen veräußerte Milton Bradley binnen kurzer Zeit an Discounter. Im Juni konnte die Konsole daraufhin für unter 50 US-Dollar im Einzelhandel erworben werden. Auch in der Bundesrepublik Deutschland kam es 1984 zu Preissenkungen. Das Handelsunternehmen Metro beispielsweise bot das Grundgerät für 300 DM an, Spielkassetten waren für 50 DM erhältlich.
Genaue Verkaufszahlen sind nicht bekannt, es existieren lediglich Schätzungen. Bernstein Research, ein US-amerikanischer Finanzdienstleister und Marktforschungsunternehmen, legte Ende 1982 entsprechende Zahlen vor. Für 1982 wurden Verkäufe von 100.000 Konsolen und 300.000 Steckmodulen vorhergesagt, was etwa 1 Prozent Marktanteil entsprach. Für 1983 ging man von 600.000 in den Vereinigten Staaten verkauften Geräten aus, ergänzt um 200.000 weitere im Ausland. Die weltweit erwarteten Spieleverkäufe lagen nach Bernstein Research für dasselbe Jahr bei 2,5 Millionen Stück. Der Marktanteil des Vectrex-Systems sollte laut der Prognosen damit bei etwa 6 bis 7 Prozent gelegen haben. Die maximalen Produktionskapazitäten des Herstellers schätzte Bernstein Research für 1983 auf 1 Million Konsolen.

## Technische Informationen
Zum Spielen wird das Grundgerät (in der deutschen Anleitung als „Basis-Gerät“ bezeichnet), mindestens ein kabelgebundener Controller („Integral-Keyboard“) und wahlweise eine Überlegefolie („Bildschirm-Folie“) für Farbeffekte benötigt. Das Spiel Mine Storm ist vorinstalliert („einprogrammiert“), weitere sind mithilfe von Steckmodulen („Cassetten“) optional ausführbar. Ein Batteriebetrieb ist nicht möglich.

### Aufbau des Grundgeräts
In das 36 × 29,5 × 24 cm (H/T/B) messende kompakte Gehäuse aus schwarzem Plastik sind neben der Bildröhre verschiedene Schächte und diverse Bedienelemente eingelassen. Im größten Schacht, der sich unterhalb des Bildschirms befindet, wird der kabelgebundene Controller mit dem darin verbauten Joystick aufbewahrt. Nach Entnahme dieses Bedienpultes wird der Zugang zur Resettaste („Rückstell-Knopf“), dem Netzschalter mit integriertem Lautstärkeregler und den Anschlussbuchsen („Steckbuchsen“) für insgesamt zwei Controller frei. Ein weiterer Schacht in der rechten Seite des Konsolengehäuses dient zur Aufnahme eines Steckmoduls. Auf der Rückseite des Geräts befindet sich der Helligkeitsregler für den Bildschirm und im oberen Bereich eine größere Vertiefung, die als Einfassgriff zum Transportieren der Konsole dient. An den schmalen Seiten der Bildröhre befinden sich kleine Haltenasen, die zum Einstecken der farbigen Überlegefolien dienen. Sämtliche elektrische und elektronische Komponenten sind im Gehäuseinneren untergebracht.

US-amerikanische Variante des Grundgeräts mit Controller in ausgeschaltetem Zustand
Das Gerät beherbergt neben der Bildröhre, dem Lautsprecher und dem Netzteil zwei größere Platinen mit den elektronischen Bauteilen. Die Leiterplatte im unteren Teil des Gehäuses, das Logic-Board, enthält hauptsächlich digitale Bauteile, darunter der Mikroprozessor. Die restliche Elektronik vor allem zur Bereitstellung von Versorgungsspannungen ist auf dem Power-Board untergebracht, das auch die für die Bildröhre benötigte Hochspannung erzeugt. Auf dem Power-Board befindet sich ebenfalls ein Blechgehäuse zur Abschirmung von elektromagnetischer Störstrahlung.

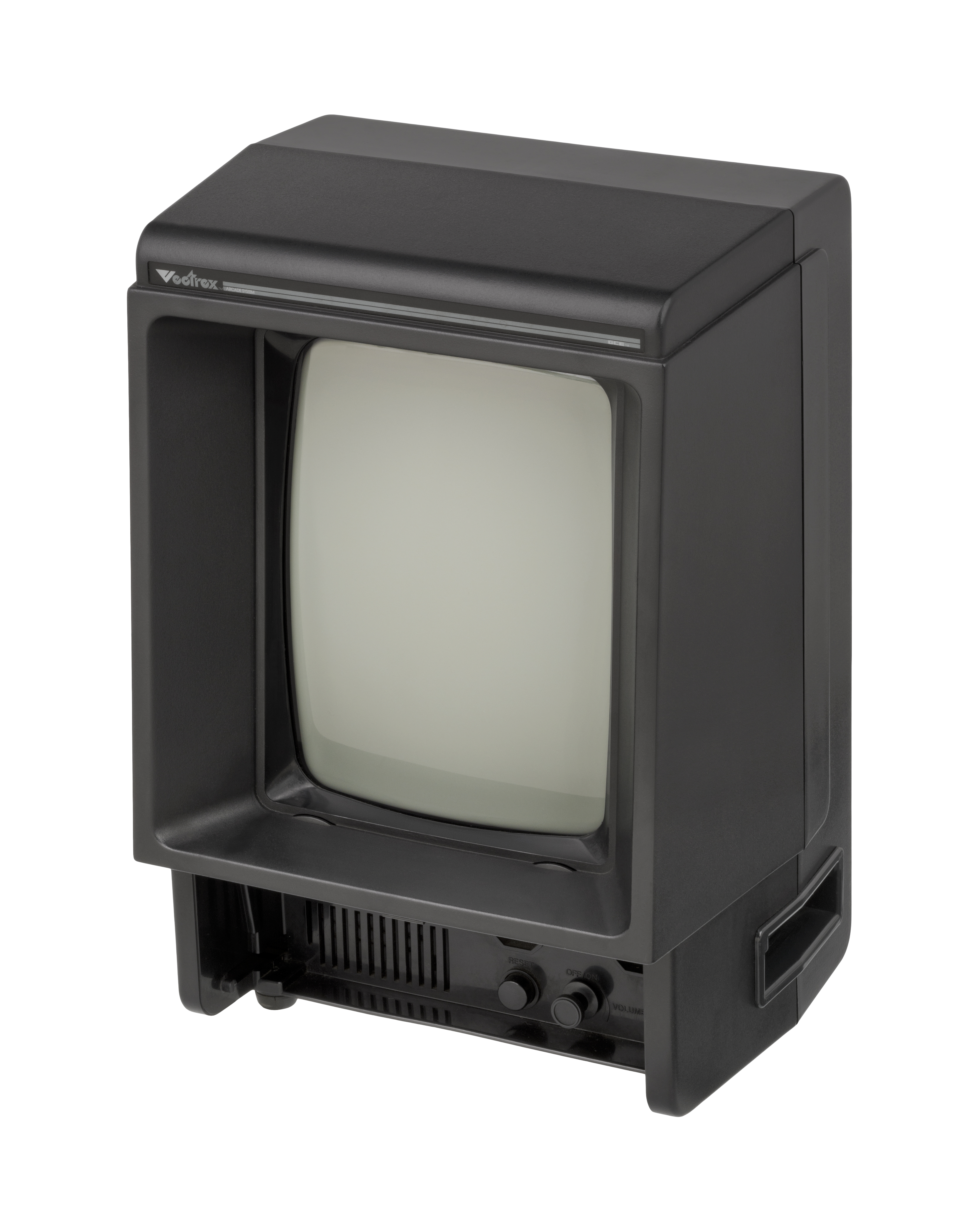
Grundgerät
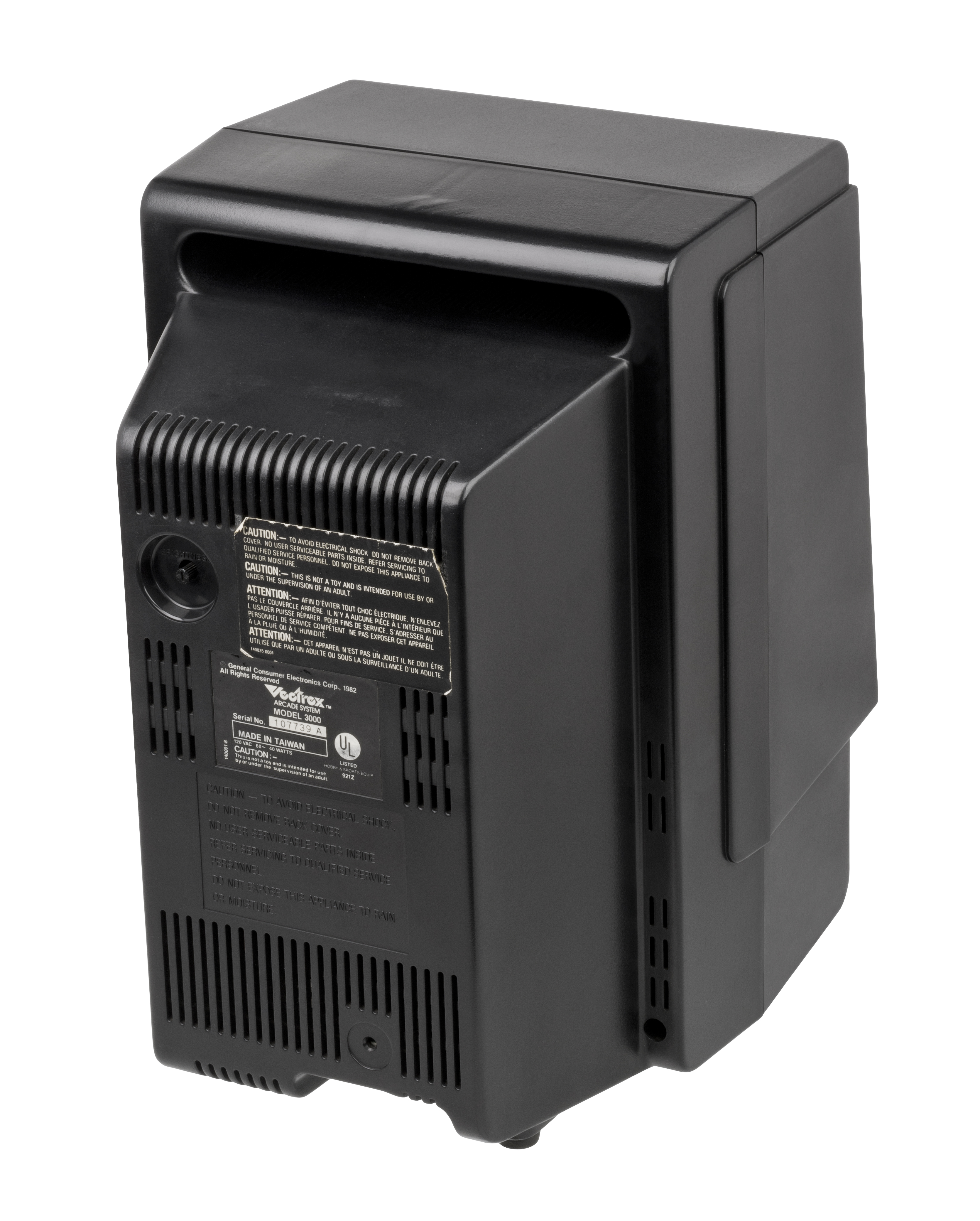
Rückseite
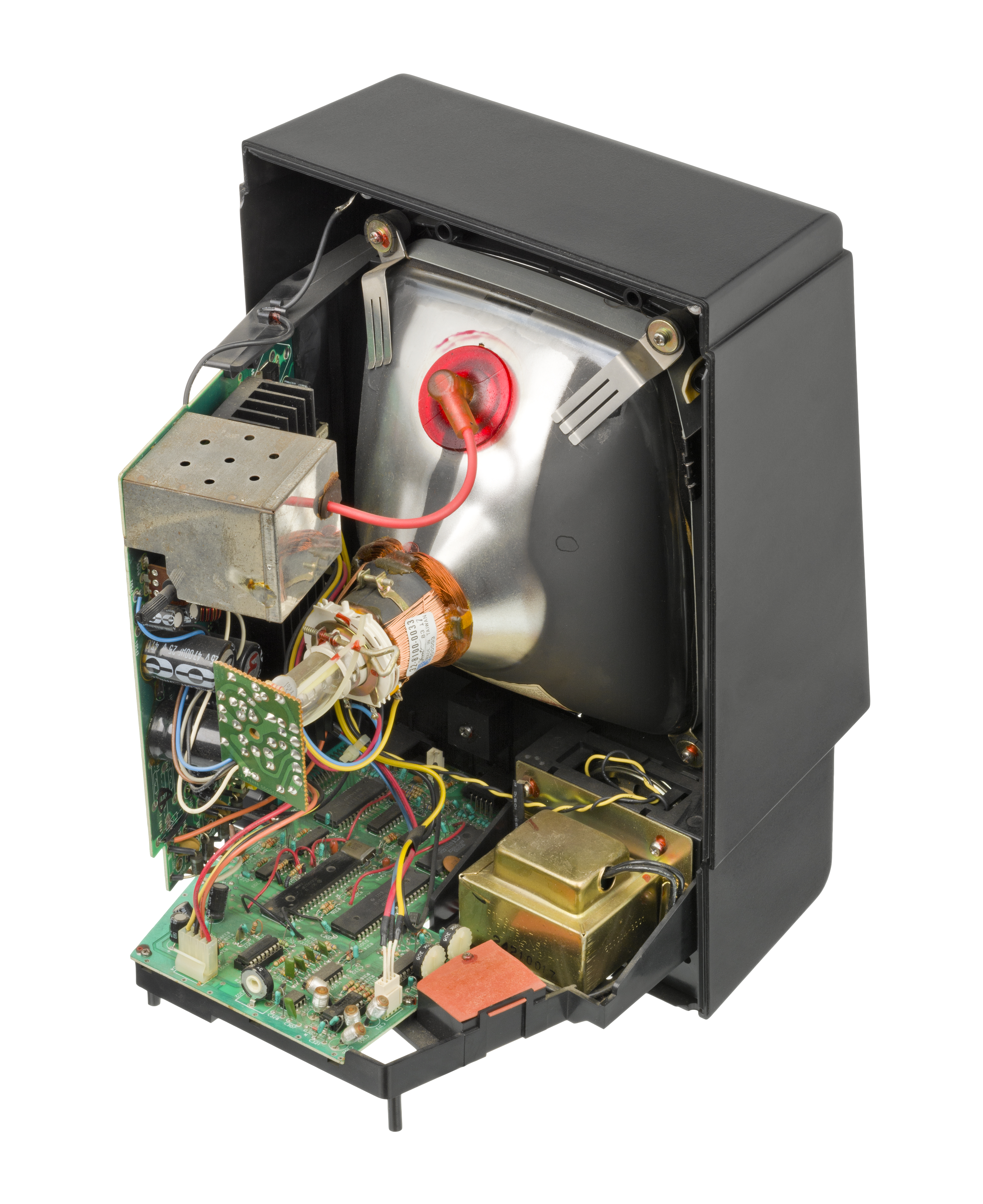
Innenleben
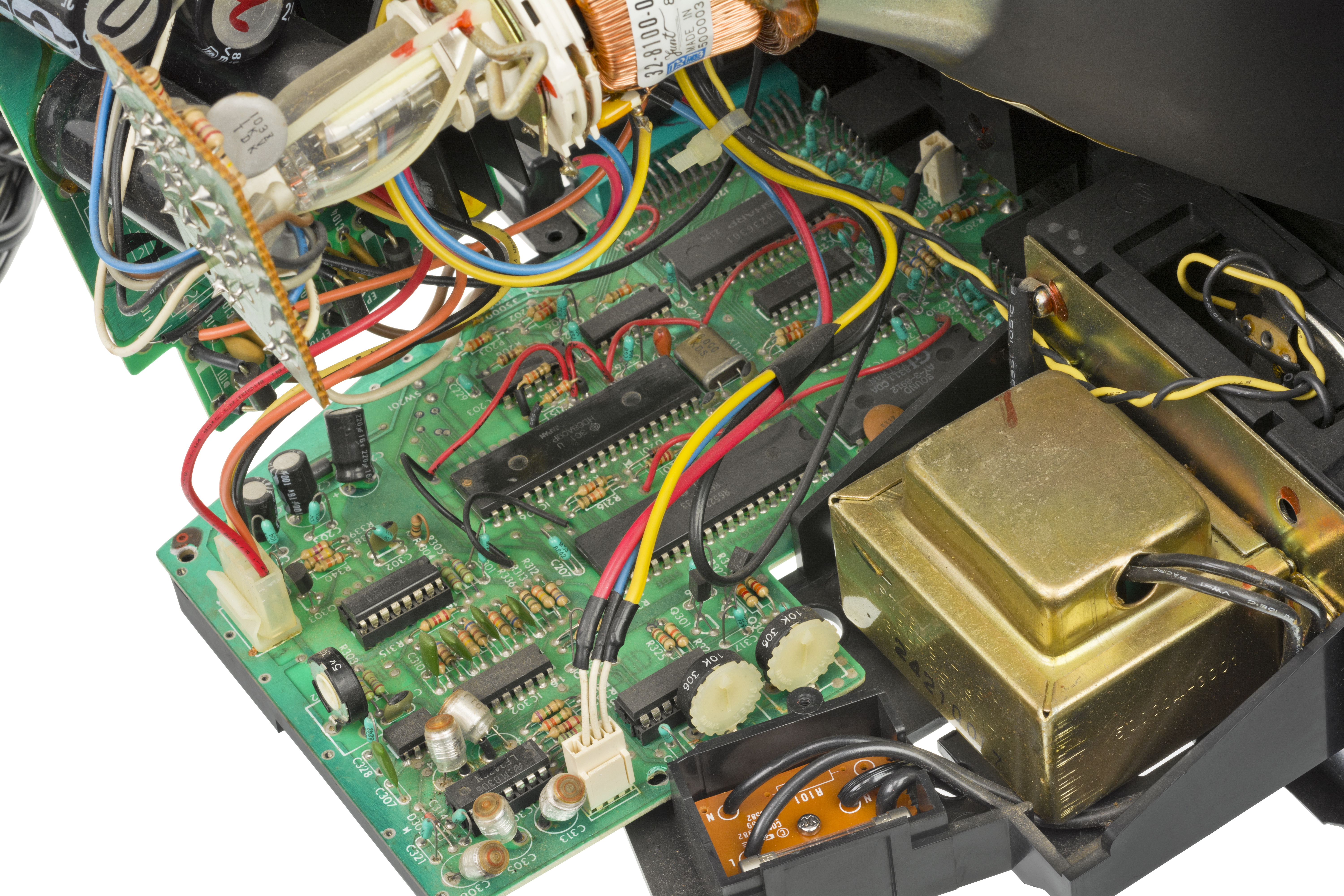
Logic-Board
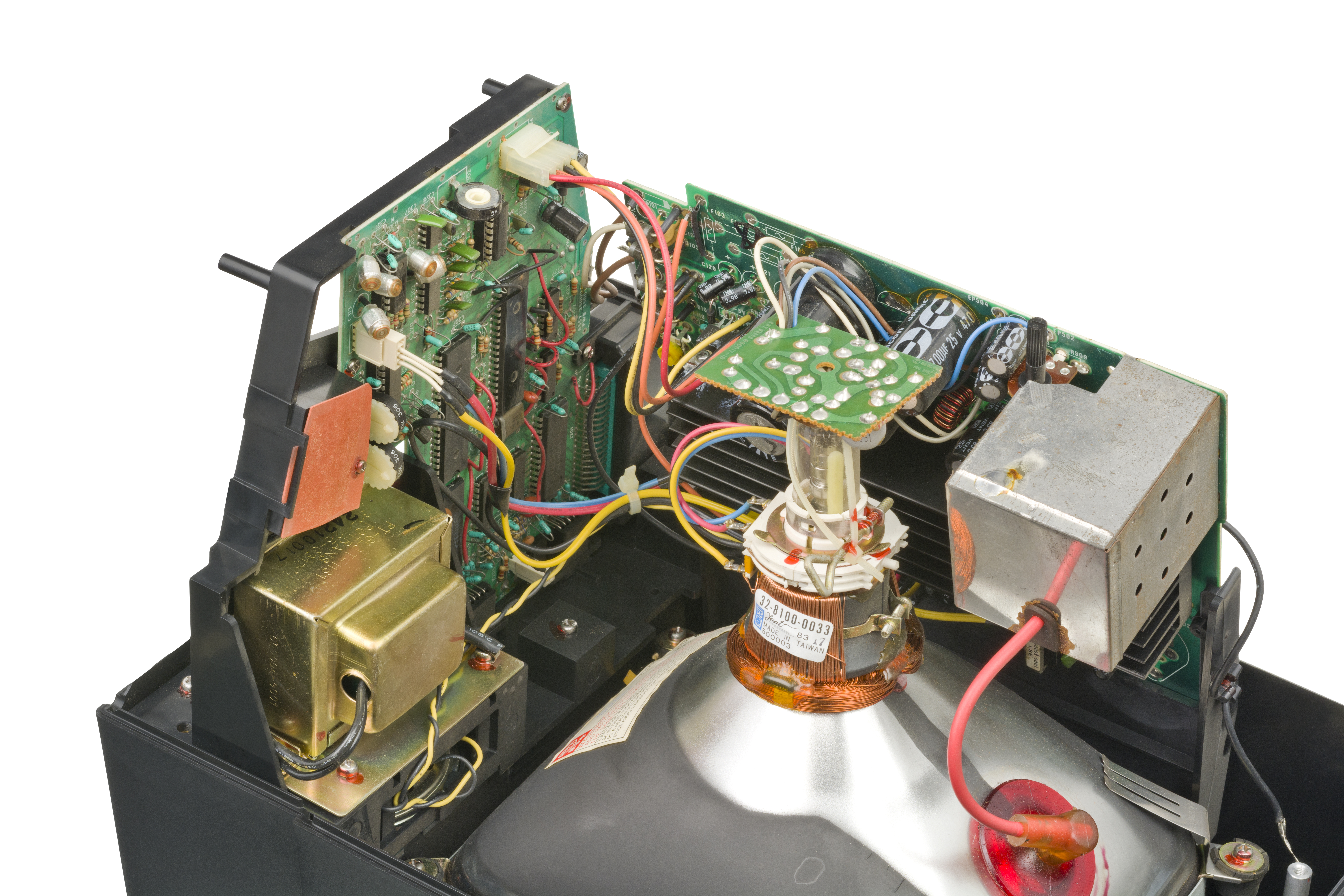
Power-Board (rechts)

### Funktionsweise
Wie andere Spielkonsolen seiner Zeit auch basiert das Vectrex auf einer 8-Bit-Mikroprozessorarchitektur. Wegen seines frühen Erscheinungsdatums ist die Leistungsfähigkeit jedoch sehr begrenzt und mit heutigen Spielkonsolen nicht vergleichbar.

#### Mikroprozessor, Speicher, Ein & Ausgabe

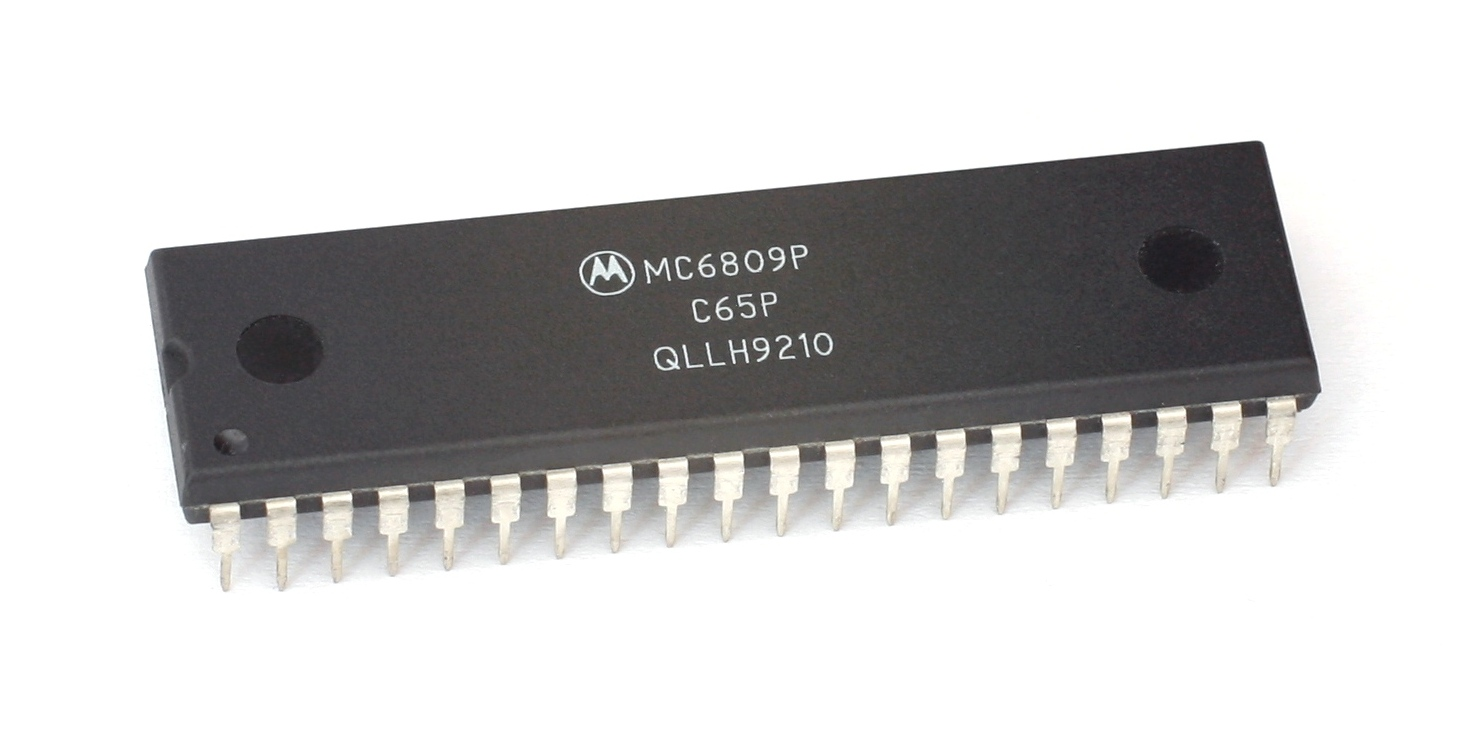
Motorola 6809

Der eingesetzte Mikroprozessor Motorola 68A09 mit einem Systemtakt von 1,6 MHz ist eine Variante des Motorola 6809. Er dient als zentrale Verarbeitungseinheit zur Steuerung des gesamten Spielgeschehens und seiner audiovisuellen Präsentation. Die CPU kann auf einen Adressraum von 65536 Byte zugreifen, was auch die theoretisch mögliche Obergrenze des Arbeitsspeichers von 64 Kilobytes (KB) festlegt. Verbaut sind im Vectrex jedoch nur 1 KB statischer Arbeitsspeicher (SRAM) und 8 KB Festwertspeicher (ROM). 4 KB des Festwertspeichers sind dabei vom Betriebssystem der Konsole belegt, das alle systeminternen Abläufe steuert. Die andere Hälfte enthält das Programm und die audiovisuellen Daten für das Spiel Mine Storm. Befindet sich ein Cartridge im Modulschacht, so werden stattdessen seine Inhalte ausgeführt. Zur Übermittlung der Controllereingaben beispielsweise dient ein weiterer spezieller Baustein, der MOS 6522 (englisch Peripheral Interface Adapter, kurz PIA).

#### Vektormonitor, Grafik und Ton

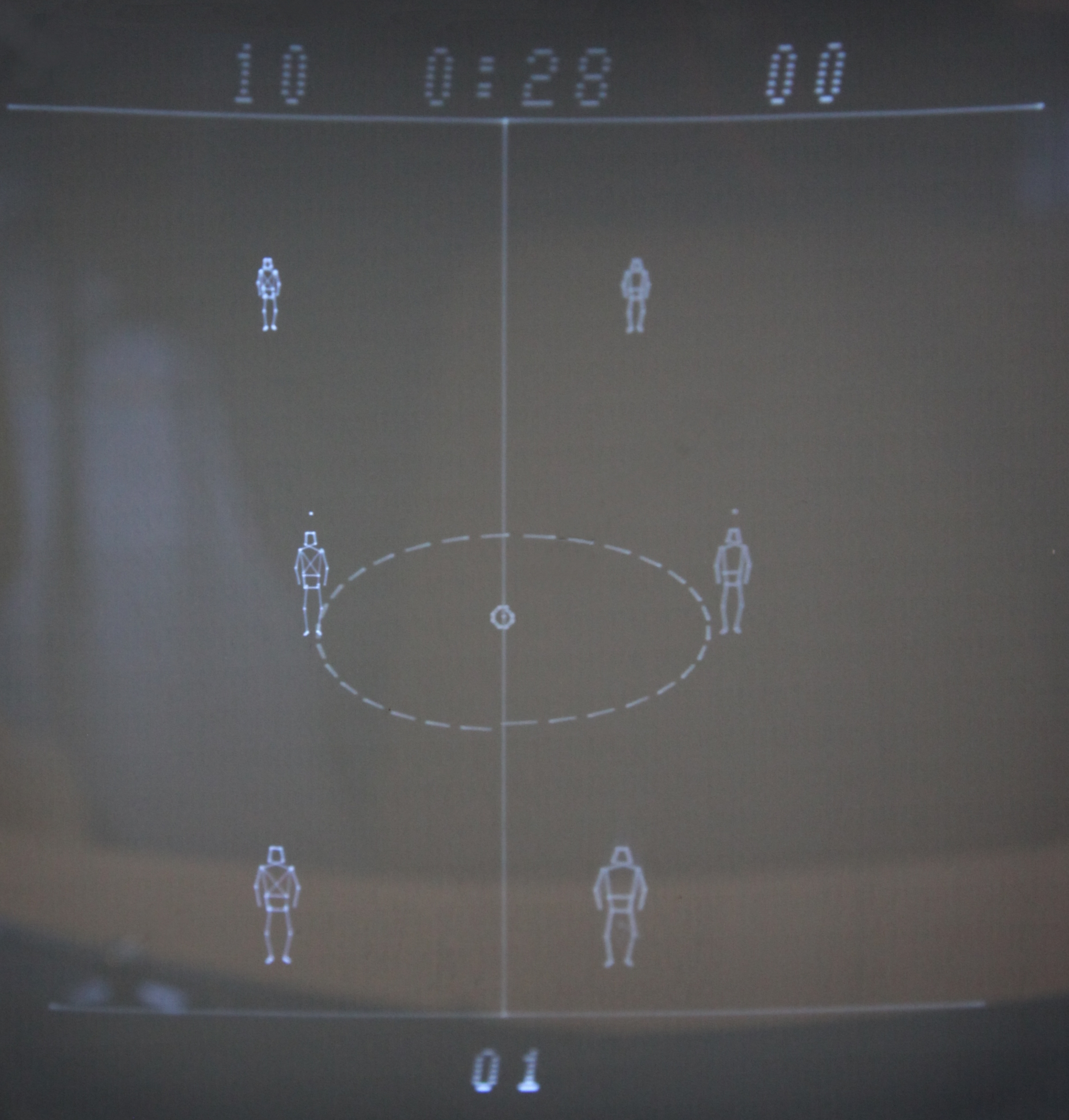
Screenshot des Spiels Heads-Up Action Soccer (ohne Bildschirmfolie)

Im Vectrex ist eine monochromatische Kathodenstrahlröhre von Samsung mit der Modellbezeichnung 240RB40 verbaut. Die Abmessungen betragen  229 × 279 Millimeter (9 × 11 Zoll) mit einer Bilddiagonale von 240 Millimeter. Im Gegensatz zu damaligen Fernsehgeräten und anderen Spielkonsolen mit integriertem Röhrenbildschirm erfolgt die Bilddarstellung im Vectrex nicht mit Hilfe des rasterbasierten Zeilensprungverfahrens. Der Elektronenstrahl wird vielmehr von einem beliebigen Anfangspunkt in gerader Linie zu einem beliebigen Endpunkt, d. h. vektoriell geführt. Die darzustellenden Objekte müssen also nicht erst in die einzelnen Punkte eines Rasters zerlegt werden, was Treppeneffekte vermeidet und hohe Auflösungen des Bildes erlaubt. Zudem fällt der Speicherverbrauch für das Vorhalten der grafischen Daten geringer aus. Es können jedoch keine größeren gefüllten Flächen erzeugt werden. Aus diesem Grund besteht die vom Vectrex ausgegebene Spielegrafik auch nur aus Linien und daraus konstruierten Drahtgittermodellen. Die Ausgabe von flächigen Buchstaben und Zahlen unterliegt ebenfalls Einschränkungen.
Die Steuerung der Bildschirmanzeige erfolgt durch den Mikroprozessor, der aus den vorgegebenen Grafikdaten des Spiels das Bild in Echtzeit erzeugt. Ein spezieller Grafikbaustein beispielsweise in Form eines Cathode Ray Tube Controllers (kurz CRTC) oder eines Kundenschaltkreises wie Ataris Television Interface Adaptor (kurz TIA) ist im Vectrex nicht verbaut. Die vom Mikroprozessor aus dem Speicher gelesenen digitalen Grafikdaten werden vielmehr an den Ein-/Ausgabebaustein MOS 6522 übertragen. Danach übernehmen weitere Baugruppen die Umwandlung in zeitveränderliche elektrische Signale. Diese wiederum dienen zur Ablenkung des Elektronenstrahls in der Bildröhre, d. h. zum eigentlichen Zeichnen des Bildschirminhalts. Die zugehörigen programmtechnische Abläufe auch für andere Manipulationen des Elektronenstrahls sind in der Firmware des Vectrex als Unterprogramme enthalten. Diese Subroutinen entsprechen im Wesentlichen Zeichenbefehlen und können von Spielen zum effizienten Erstellen und Ändern grafischer Objekte aufgerufen werden.
Zur Erzeugung von Musik und Geräuschen kommt der programmierbare Synthesizerbaustein AY-3-8912 von General Instrument zum Einsatz, der seine Instruktionen via MOS 6522 ebenfalls vom Mikroprozessor erhält. Die Ausgabe der Tonsignale erfolgt über den in der Konsole eingebauten Lautsprecher.

### Bedienpult, Lichtstift und 3D-Brille

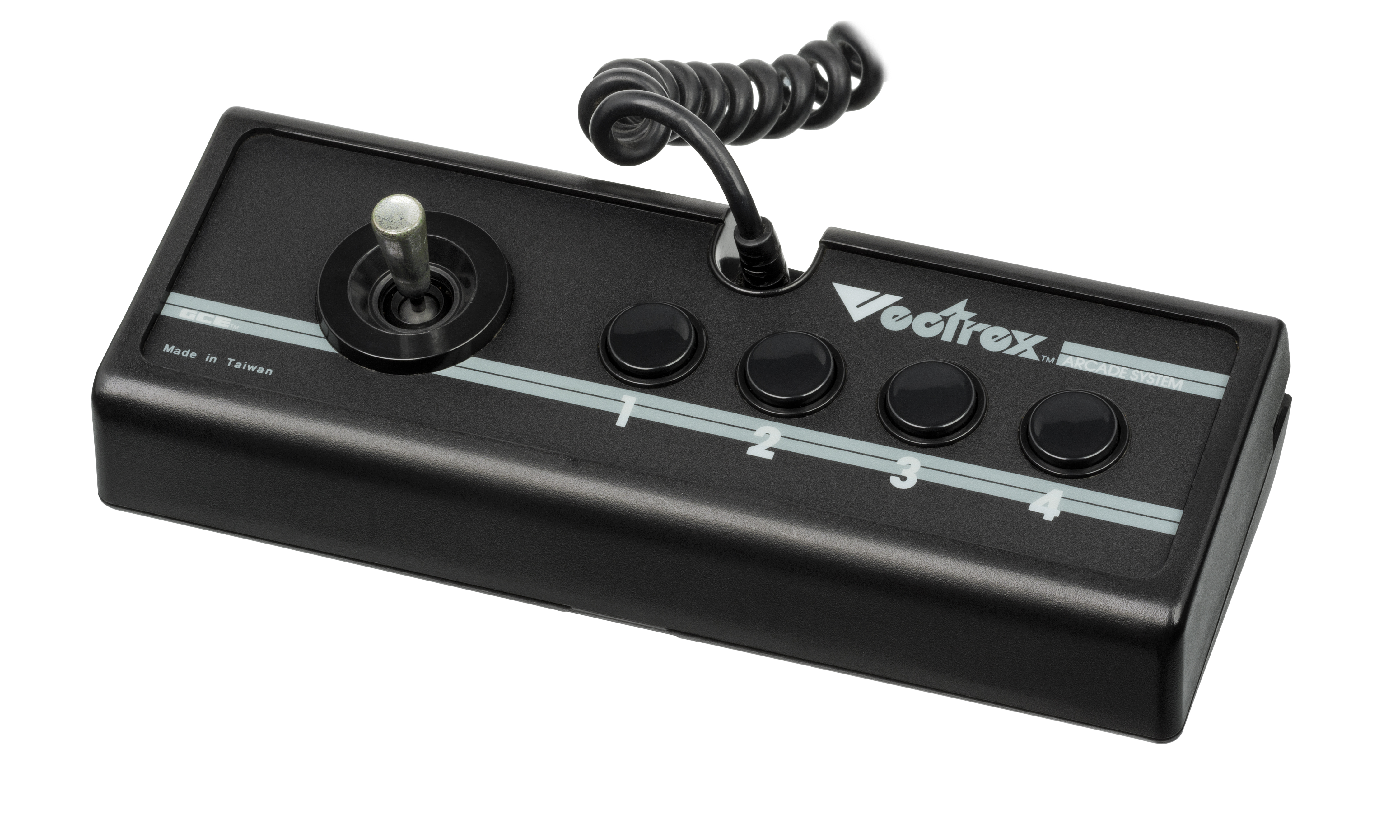
Bedienpult mit dehnbarem Spiralkabel. Links befindet sich der analoge Joystick, rechts die vier Funktionstasten.

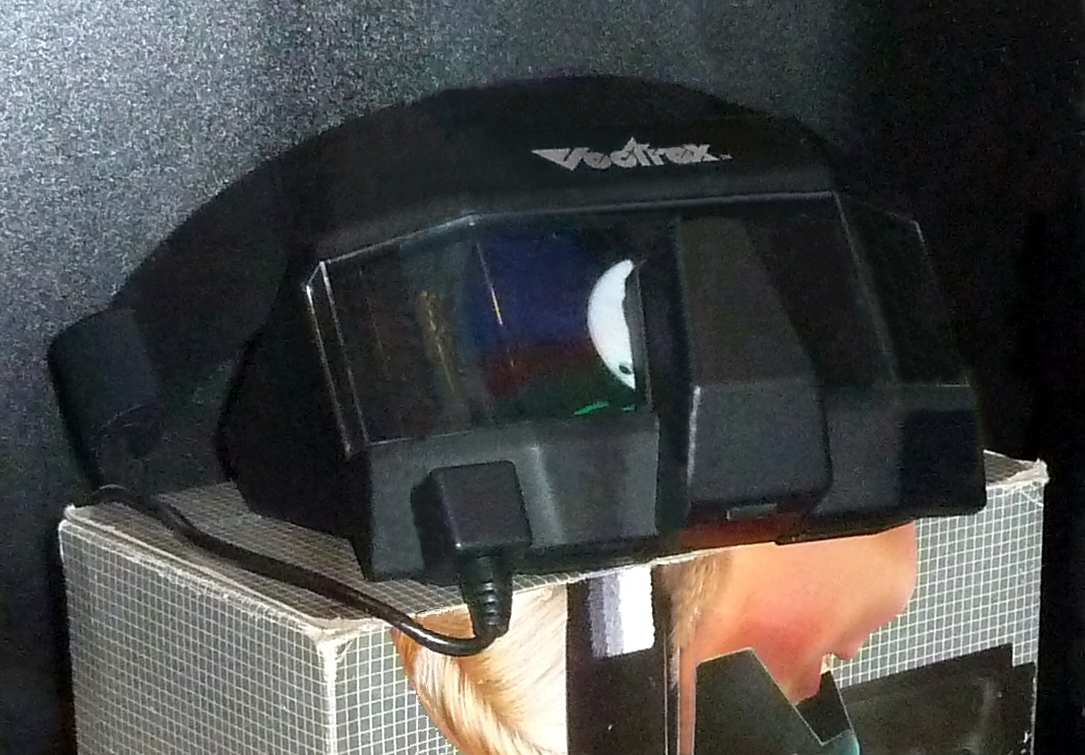
Vectrex 3-D Imager

Zur Steuerung der Spiele sind verschiedene Bediengeräte vorgesehen. Sie werden jeweils an eine der beiden 9-poligen Controllerbuchsen angeschlossen, die nicht kompatibel zu denen anderer Hersteller wie beispielsweise von Atari sind. Eines der Bediengeräte, das bereits im Lieferumfang des Vectrex enthalten war, ist das beidhändig zu haltende „Integral-Keyboard“. Dieses Joypad wiegt etwa 200 Gramm und wird über ein dehnbares, maximal 1 Meter langes Spiralkabel mit der Konsole verbunden. Der in diesem Bedienpult verbaute selbstzentrierende Spielhebel ist statt der damals üblichen Kontaktpunkte oder Mikroschalter mit Drehwiderständen ausgestattet. Eine Hebelbewegung wird somit analog, das heißt stufenlos weitergegeben. Eine heftigere Bewegung des Joysticks führt – bei entsprechender programmtechnischer Abfrage – auch zu einer schnelleren Bewegung beispielsweise einer Spielfigur. Die Funktionen der vier ebenfalls integrierten Tasten werden vom jeweils ausgeführten Spiel festgelegt und sind leicht erkennbar auf der mitgelieferten Bildschirmfolie vermerkt. Am Vectrex können maximal zwei Controller gleichzeitig betrieben werden, wobei der zweite optional zu erwerben war. Dazu gehörte auch ein Lichtgriffel, der ebenfalls von Milton Bradley produziert, aber nur in Nordamerika vertrieben wurde. Die Nutzbarkeit des Lichtgriffels ist auf zwei eigens dafür programmierte und von Milton Bradley vertriebene Spiele beschränkt.
In Nordamerika war neben den Controllern auch eine 3D-Brille für das Vectrex erhältlich. Es handelt sich dabei um ein elektromechanisches Shutter-3D-System, das mit Halteriemen am Kopf befestigt wird. Beim Tragen werden dann auf dem Konsolenbildschirm dargestellte Inhalte in farbige Bilder mit räumlicher Tiefe umgewandelt. Dabei kommt eine teiltransparente Kunststoffscheibe zum Einsatz, die in der Brille rotiert. Der Blick des Betrachters auf den Bildschirm wird so für jedes Auge abwechselnd freigegeben oder verdeckt. Zur korrekten Erzeugung des stereoskopischen Bildes muss die Drehzahl der Scheibe auf das jeweilige Bildschirmgeschehen abgestimmt sein. Dazu werden speziell programmierte Spiele und passende, wechselbare Scheiben benötigt. Insgesamt erschienen drei solcher Spiele für das Vectrex.

### Steckmodule und Überlegefolien

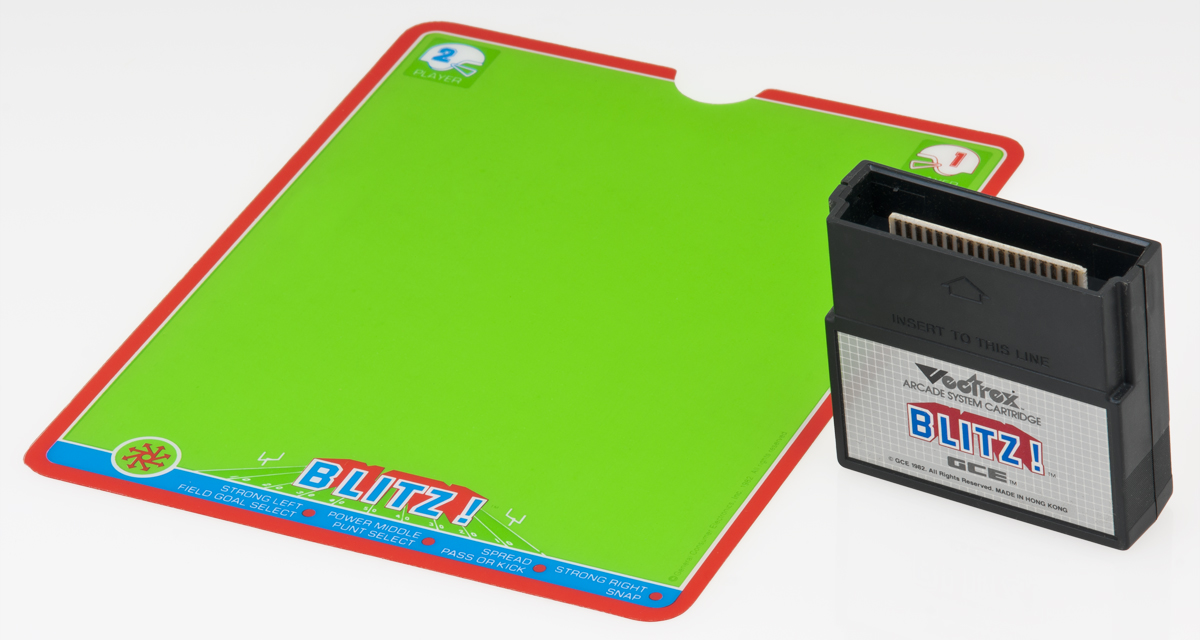
Spielmodul mit zugehöriger Überlegefolie

Die auch Cassette, Cartridge, Steckmodul oder Spielmodul genannten Speichermedien enthalten jeweils eine Platine mit Kontaktzungen. Nach dem Einstecken in den Modulschacht führt der Mikroprozessor die auf dem Cartridge befindlichen Programme aus. Diese sind zusammen mit den audiovisuellen Daten in elektronischen Speicherbausteinen (ROM-Chips) hinterlegt. Mit jedem Spiel lieferte der Hersteller auch eine passende transluzente Kunststofffolie aus, die häufig mehrfarbig war. Diese kann vom Spieler vor der Bildröhre eingesteckt werden, womit ohne technischen Aufwand das Bildschirmgeschehen in verschiedenen Bereichen unterschiedlich eingefärbt wird. Weitere auf die Folie teilweise deckend aufgedruckte Grafiken bringen zusätzliche Darstellungen wie Dekorationen oder Feldbegrenzungen ins Spiel, um die Immersion zu stärken. Darüber hinaus finden sich auf den Folien auch immer Hinweise zur Funktion der Bedienpulttasten, d. h. zur Spielesteuerung.

## Spiele
Für das Vectrex erschienen bei Milton Bradley insgesamt 28 verschiedene Spiele, wobei Mine Storm im Festwertspeicher der Konsole integriert ist. Mine Storm II ist eine fehlerbereinigte Version von Mine Storm, die Milton Bradley aber nur auf Kundenanfrage auslieferte. Drittanbieter für Spiele gab es nicht.
| 3D Crazy Coaster *                                                                               | –                        | 1                       | 1983 |
| 3D Mine Storm *                                                                                  | –                        | 1                       | 1983 |
| 3D Narrow Escape *                                                                               | –                        | 1                       | 1983 |
| AnimAction **                                                                                    | –                        | 1                       | 1983 |
| Armor Attack                                                                                     | Armor Attack             | 1 oder 2 (gleichzeitig) | 1983 |
| Art Master **                                                                                    | –                        | 1                       | 1983 |
| Bedlam                                                                                           | Bedlam                   | 1                       | 1982 |
| Berzerk                                                                                          | Berzerk                  | 1                       | 1982 |
| Blitz! Action Football                                                                           | Blitz! American Football | 1 oder 2 (gleichzeitig) | 1982 |
| Clean Sweep                                                                                      | Clean Sweep              | 1 oder 2 (abwechselnd)  | 1982 |
| Cosmic Chasm                                                                                     | Cosmic Chasm             | 1 oder 2 (abwechselnd)  | 1982 |
| Fortress of Narzod                                                                               | Fortress of Narzod       | 1 oder 2 (abwechselnd)  | 1982 |
| Heads-Up Action Soccer                                                                           | Soccer/Football          | 1 oder 2 (gleichzeitig) | 1983 |
| Hyperchase Auto Race                                                                             | Hyperchase Auto Race     | 1 oder 2 (abwechselnd)  | 1982 |
| Melody Master **                                                                                 | –                        | 1                       | 1983 |
| Mine Storm ***                                                                                   | Mine Storm ***           | 1 oder 2 (abwechselnd)  | 1982 |
| Mine Storm II                                                                                    | –                        | 1 oder 2 (abwechselnd)  | 1982 |
| Polar Rescue                                                                                     | Polar Rescue             | 1 oder 2 (abwechselnd)  | 1982 |
| Pole Position                                                                                    | Pole Position            | 1                       | 1983 |
| Rip Off                                                                                          | Rip Off                  | 1 oder 2 (gleichzeitig) | 1982 |
| Scramble                                                                                         | Scramble                 | 1 oder 2 (gleichzeitig) | 1982 |
| Solar Quest                                                                                      | Solar Quest              | 1 oder 2 (abwechselnd)  | 1982 |
| Space Wars                                                                                       | Space Wars               | 1 oder 2 (gleichzeitig) | 1982 |
| Spike                                                                                            | Spike                    | 1 oder 2 (abwechselnd)  | 1983 |
| Spinball                                                                                         | Flipper Pinball          | 1 oder 2 (abwechselnd)  | 1983 |
| Star Castle                                                                                      | Star Castle              | 1 oder 2 (abwechselnd)  | 1983 |
| Star Trek: The Motion Picture                                                                    | Star Ship                | 1 oder 2 (abwechselnd)  | 1982 |
| Starhawk                                                                                         | Starhawk                 | 1 oder 2 (gleichzeitig) | 1982 |
| Web Wars                                                                                         | Web Warp                 | 1 oder 2 (abwechselnd)  | 1982 |
| * Zum Gebrauch mit der 3D-Brille ** Zum Gebrauch mit dem Lichtgriffel *** In der Konsole verbaut |                          |                         |      |

## Rezeption

### Zeitgenössisch
In seinem zusammenfassenden Übersichtswerk zu Außenseiter-Videospielsystemen führt der Medienwissenschaftler Benjamin Nicoll im Jahr 2019 aus, dass das Vectrex von den englischsprachigen Computer- und Videospielzeitschriften 1982 und 1983 übereinstimmend als völlig neuartiges und zudem portables Videospielsystem gesehen wurde. Besonders gut hätten die Kritiker den eingebauten Monitor aufgenommen: Zum einen werde damit das Spielen vom „Familienfernseher“ gänzlich unabhängig und zum anderen sei die Darstellungsqualität überragend, so die Rezensenten aus auflagenstarken Zeitschriften wie Electronic Games und Radio-Electronics. Wegen seiner „brillant leuchtenden“ Vektorgrafik und den „wundervollen“ 3D-Effekten bringe das Vectrex laut dem damals sehr bekannten Computermagazin Byte die besten Umsetzungen der Arcade-Vorbilder „nach Hause“. Als klaren Nachteil des Systems benannten viele zeitgenössische Publikationen die fehlende Darstellbarkeit flächiger Objekte. Kritische Stimmen gab es auch bei der Beurteilung des neuartigen Steuerpultes. Die Zeitschrift Joystik Magazine beispielsweise empfand den Spielhebel als zu klein und damit wenig kontrollierbar. Außerdem bevorzuge seine Platzierung auf der linken Seite des Controllers Linkshänder, so der Sachbuchautor David H. Ahl in einem Beitrag in Video & Arcade Games weiter.
Die bundesdeutsche Presse nahm das neue System ebenfalls wohlwollend, teilweise sogar überschwänglich auf: Der „König der Videospiele“ könne mit „millimetergenaue[r] Darstellung“ und „enorme[r] Bildschärfe“ aufwarten, so die damals auflagenstärkste Videospielezeitschrift TeleMatch. Ähnlich urteilt mit „hervorragende Bildqualität“ durch „äußerst genaue Darstellung“ und „erstaunlich hohe Bildauflösung“ das Spielemagazin HC Mein Home-Computer. Das Vectrex biete grafische Effekte, die für den Heimbereich bis vor kurzem „unvorstellbar“ gewesen seien. Obwohl die eigentliche Bildausgabe nur in Schwarzweiß erfolge, erzeugten die beiliegenden Folien dennoch „verblüffende Farbeffekte“. Der Joystick sei nach übereinstimmender Meinung der Rezensenten jedoch zu klein geraten, seine gekonnte Bedienung laut Telematch aber nur „eine Frage der Zeit und Eingewöhnung“. Alles in allem schaffe das Vectrex durchaus die Atmosphäre eines Spielautomaten, so HC weiter. Dem stimmte die TeleMatch zu: Der Spieler bekomme die versprochene „Arkadenqualität“ geliefert und das auch gar nicht so teuer, denn zumindest die Spiele schienen „preisgünstig“. Allerdings handele es sich laut HC bei diesen großteils um „Weltraum-Ballerspiele“. In späteren Spieletests äußerte sich die TeleMatch etwas zurückhaltender. Mit lapidaren Worten wurde nun auch auf „das alte Vectrex-Übel“ hingewiesen, nämlich die auf Punkte und Linien beschränkte Grafik: „Die [Spiel]Gestalten sind wieder einmal sehr abstrakt“.

### Retrospektiv
Rückblickend bemerkt Nicoll, dass das Vectrex als die erste „wirklich“ portable Spielkonsole gelten könne. Zudem handele es sich um das erste System mit einem rechteckig geformten Controller. Darüber hinaus sei auch mit der 3D-Brille und dem Lichtstift, d. h. bei der Interaktion zwischen Spiel und Spieler, sowohl optisch als auch haptisch Neuland betreten worden. Überhaupt breche das Vectrex radikal mit allem, was andere zeitgenössische Konsolen ausmache. Dadurch seien erstmals hochwertige Arcade-Spiele für den heimischen Bereich möglich geworden. Der eingebaute Monitor habe zudem eine neue Richtung hin zu tragbaren Spielkonsolen aufgezeigt. Winnie Forster, Verfasser eines Übersichtswerkes über klassische Videospielkonsolen und Heimcomputer, führt zur Einordenbarkeit des Vectrex im Jahr 2009 aus: „Mobiler Spielautomat, Tabletop oder «programmierbare» Konsole? Mit seinem eingebauten Vektor-Monitor entzieht sich das technisch faszinierendste Spielgerät der 80er-Jahre der Kategorisierung.“
Insgesamt gesehen habe das Vectrex bedeutende Beiträge in der Geschichte der Videospiele geleistet, resümiert Nicoll. Aus rein wirtschaftlicher Perspektive sei es jedoch ein Misserfolg gewesen, eine Einschätzung, die auch die Wirtschaftswissenschaftler Jeffrey S. Harrison und Caron H. St. John teilen („geflopptes System“). Forster und Brett Weiss, ebenfalls Autor eines Übersichtswerkes für Videospielklassiker, sehen neben dem Video Game Crash einen weiteren Grund für das Scheitern des Vectrex in seiner fehlenden Unterstützung durch Activision, Atari und andere Dritthersteller von Spielen.

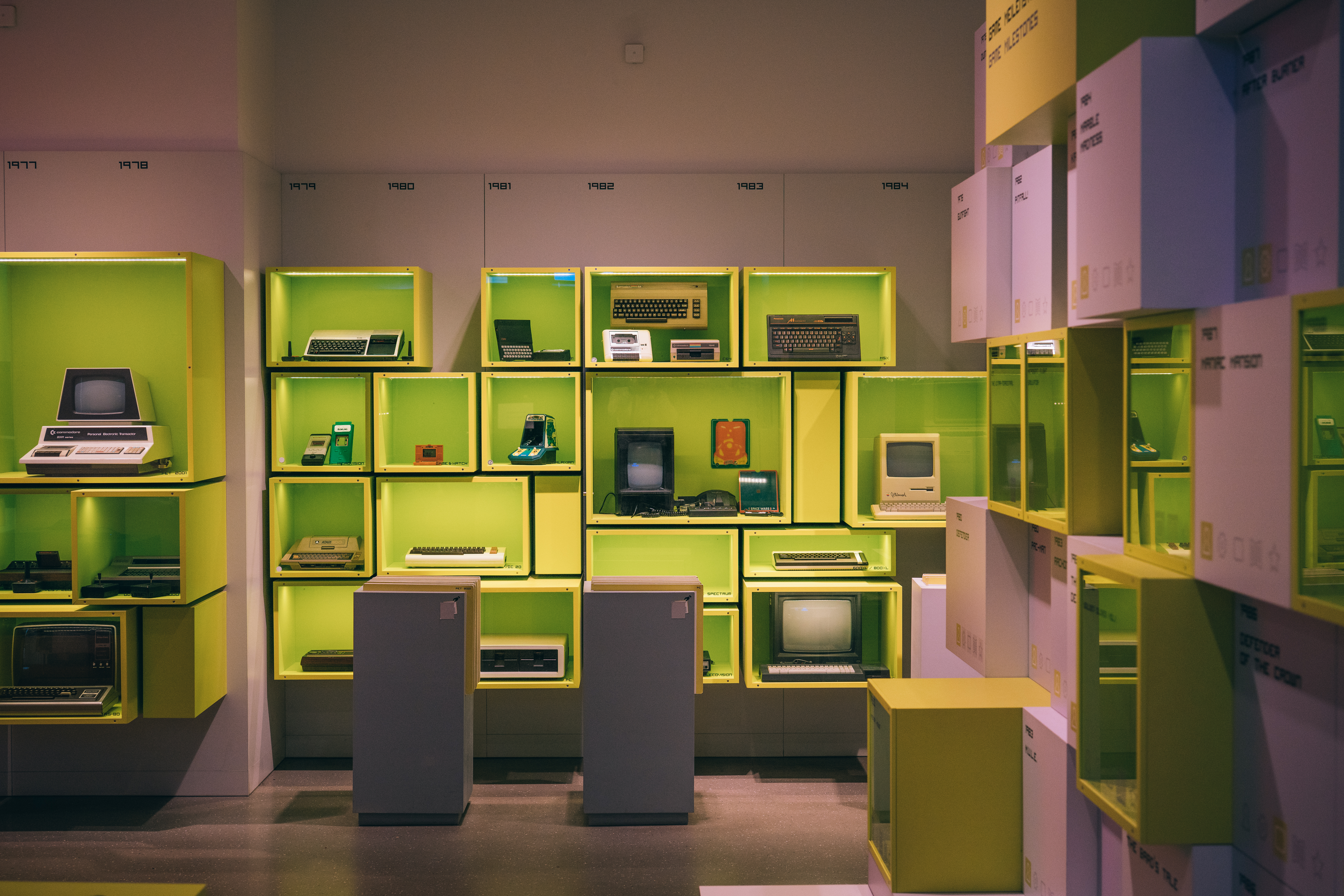
Das Vectrex mit Zubehör im Computerspielemuseum Berlin

Seit den späten 1990er Jahren ist das Vectrex in den Blickpunkt von nostalgischen Spielebegeisterten gerückt. Neben dem möglichst vollständigen Sammeln der originalen Komponenten werden auch neue Spiele von dieser Retrogaming-Gemeinschaft erstellt. Die Entwickler sogenannter Homebrews machen dabei Gebrauch von Emulatoren, die ebenfalls von Enthusiasten programmiert wurden. Damit können sämtliche Entwicklungsarbeiten inklusive Fehleranalyse auf einem wesentlich komfortableren System wie etwa einem modernen PC ausgeführt werden. Das Überspielen auf die Vectrex-Konsole ist anschließend durch ebenfalls neu entwickelte Adapter direkt vom PC aus möglich, so dass das aufwändige Brennen beispielsweise von EPROMs entfallen kann. Zu den bekanntesten Homebrews, die in kleiner Auflage zum Kauf angeboten wurden, zählten im Jahr 2007 Protector, I Cyborg, Gravitrex und Spike’s Circus. Weitere erschienen später.
Neben Privatpersonen interessieren sich auch Museen für klassische Heimcomputer und Videospielsysteme. So ist das Vectrex als ständiges Ausstellungsstück beispielsweise im Computerspielemuseum Berlin zu sehen.